# Chen Yu
Chen Yu (en chino: 陈郁; 8 de mayo de 1980) es un deportista chino que compitió en bádminton. Ganó una medalla de bronce en el Campeonato Mundial de Bádminton de 2007, en la prueba individual.

## Palmarés internacional
| Campeonato Mundial | Campeonato Mundial     | Campeonato Mundial | Campeonato Mundial |
| Año                | Lugar                  | Medalla            | Prueba             |
| ------------------ | ---------------------- | ------------------ | ------------------ |
| 2007               | Kuala Lumpur (Malasia) | Medalla de bronce  | Individual         |